# Cyanaeorchis arundinae
Cyanaeorchis arundinae là một loài thực vật có hoa trong họ Lan. Loài này được (Rchb.f.) Barb.Rodr. mô tả khoa học đầu tiên năm 1877.

## Hình ảnh

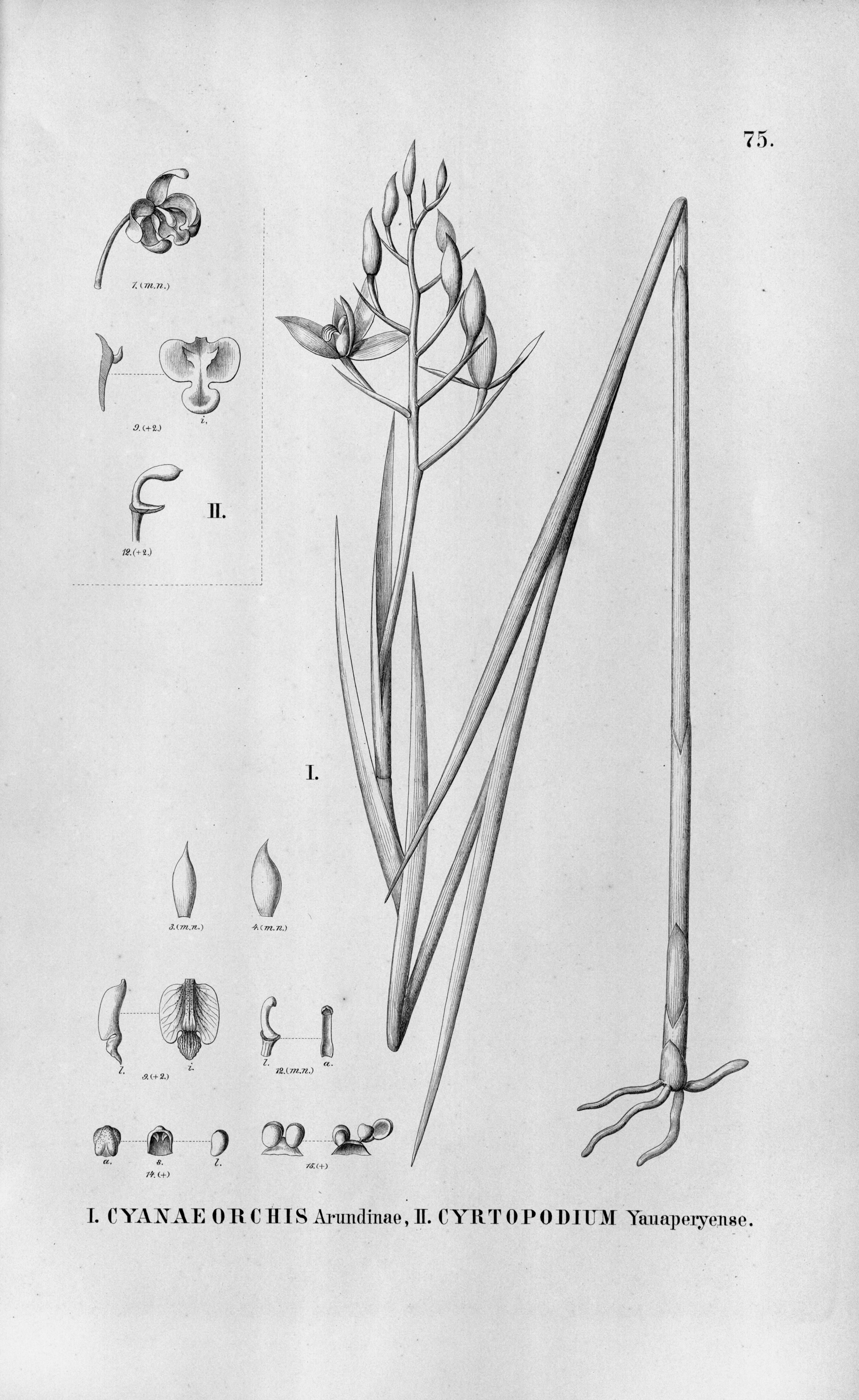